# NGC 6455
NGC 6455 је звезда или звезде у сазвежђу Шкорпија која се налази на NGC листи објеката дубоког неба.
Деклинација објекта је - 35° 20' 14" а ректасцензија 17h 51m 8,0s. Привидна величина (магнитуда) објекта NGC 6455 износи 13,7. NGC 6455 је још познат и под ознакама ESO 394-?3.